# Zračna luka Ramata
Zračna luka Ramata (IATA: RBV, ICAO: AGRM) je zračna luka u Salomonskim Otocima, na otoku Ramati.